# Christian (film)
 For alternative betydninger, se Christian. (Se også artikler, som begynder med Christian)
Christian er en dansk film fra 1989, skrevet og instrueret af Gabriel Axel.

## Medvirkende
- Nikolaj Christensen
- Laila Andersson
- Preben Lerdorff Rye
- Lars Lohmann
- Søren Steen
- Jens Arentzen
- Ebba With
- Asta Esper Andersen
- Else Petersen
- Holger Boland
- Hans Henrik Voetmann
- Lars Kaalund